# Тітус Мулама
Тітус Браян Мулама (англ. Titus Brian Mulama; нар. 6 серпня 1980, Матаре, Кенія) — кенійський футболіст, півзахисник, виступав у футбольних клубах Руанди, Коста-Рики, Швеції та ДР Конго, а також за національну збірну Кенії.

## Клубна кар'єра
Футбольну кар'єру розпочав у столичному «Матаре Юнайтед». У складі цього клубу 1998 року дебютував у Прем'єр-лізі Кенії. У 1998 та 2000 роках разом з командою вигравав кубкок країни. У 2005 році відправився до руандійського клубу АПР з Кігалі. У футболці столичного клубу в 2005 та 2006 роках вигравав Національну футбольну лігу Руанди, а в 2006 році ще й кубок Руанди. У 2006 році знову виступав за «Матаре Юнайтед», після чого перейшов у костариканський «Ередіано». У 2007—2008 роках виступав за третьоліговий шведський «Вестерос СК». У 2009 році повернувся до Кенії, де знову захищав кольори «Матаре Юнайтед». З 2010 по 2012 рік грав за кенійські клуби «Кенія Комершиал Банк» та «Софапака». Потім виїхав у Демократичну Республіку Конго, де грав за «Сен-Елуа Лупопу». У 2012 році виступав за «Накуру Ол Старз». Завершив футбольну кар'єру 2013 року в складі «Софапаки»

## Кар'єра в збірній
У футболці національної збірної Кенії дебютував 1999 року. У 2004 році був учасником Кубку африканських націй. На турнірі був гравцем стартового складу й зіграв у 3-х матчах: проти Малі (1:3, гол на 58-й хвилині), Сенегалу (0:3) та Буркіна-Фасо (3:0).

## Особисте життя
Брат-близнюк, Саймон Мулама, також був професіональним футболістом.

## Статистика виступів

### У збірній
| Рік  | Збірна | Матчі | Голи |
| ---- | ------ | ----- | ---- |
| 2012 | Кенія  | 2     | 0    |
| 2011 | Кенія  | 9     | 1    |
| 2009 | Кенія  | 1     | 0    |
| 2008 | Кенія  | 3     | 0    |
| 2007 | Кенія  | 3     | 0    |
| 2006 | Кенія  | 1     | 0    |
| 2005 | Кенія  | 6     | 0    |
| 2004 | Кенія  | 7     | 1    |
| 2003 | Кенія  | 13    | 1    |
| 2002 | Кенія  | 10    | 1    |
| 2001 | Кенія  | 4     | 1    |

## Досягнення
- Кубок президента Кенії
  -  Володар (2): 1998, 2000
  -  Фіналіст (1): 2001

- Кубок КЕСАФА
  -  Володар (1): 2002

- Національна футбольна ліга Руанди
  -  Чемпіон (2): 2005, 2006

- Кубок Руанди
  -  Володар (1): 2006